# Мехмед: Завоевателят на света
Мехмед: Завоевателят на света (на турски: Mehmed: Bir Cihan Fatihi), е турски исторически сериал, излязъл на телевизионния екран на 20 март 2018 г. по Kanal D. Сериалът пресъздава живота на султан Мехмед II Завоевателя и неговата постоянна борба за властта. Сериалът се състои от 6 епизода и завършва излъчването си на 1 май 2018 г. Той представлява вторият неуспешен опит за екранизиране на историческите събития около Завоевателя под формата на сериал. През септември 2013 г. Kanal D стартира аналогичен сериал, продуциран от Medyapim, с Мехмет Акиф Алакурт в главната роля на султан Мехмед II. Поради нисък зрителски интерес продукцията бива преждевременно финализирана с 6 епизода. През 2020 г. Нетфликс създава исторически документално драматичен сериал Възходът на империите: Османската империя, посветен на събитията по време на завладяването на Константинопол от Османската империя.

## Сюжет
Поредицата разказва за живота на султан Мехмед II Фатих, най-известният османски султан. Препятствията, които трябва да преодолее, за да дойде на власт, възкачването му на трона, сблъсъка му с държавниците и брат му Орхан и накрая завладяването на хилядолетната византийска столица – Константинопол през 1453 година. Докато мечтата на Мехмед обаче се сбъдне, мнозина ще се окажат на пътя му.

## Актьорски състав
- Кенан Имирзалъолу – султан Мехмед II Завоевателя
- Четин Текиндор – Чандарлъ Халил паша
- Гюркан Уйгун – Делибаш
- Бюшра Девели – Елени
- Хазал Филиз Кючюккьосе – Мелике Хатун
- Ертан Сабан – Константин XI Палеолог
- Фунда Ерийт – Евдокия
- Седеф Авджъ – Лейля Хатун
- Исмаил Демирджи – принц Орхан
- Атсъз Карадуман – Заанос паша
- Бурак Тамдоан – Шехабетин паша
- Каан Чакър – Исхак паша
- Идил Фърат – Мара Хатун
- Сердар Орчин – Димитър Палеолог
- Топрак Саалам – Теодора Асанина
- Явуз Сепетчи – Лукас Нотарас
- Мехмет Атай – Акшемсетин

## В България
Сериалът започва на 1 декември 2023 г. и завършва на 26 декември по Dizi (Timeless Dizi Channel – TDC). Ролите озвучават артистите Ева Демирева, Мина Костова, Николай Николов, Радослав Рачев и Владимир Колев.  https://spiintl.com/channels/tdc